# Campionati europei di atletica leggera indoor 1987
I XVIII campionati europei di atletica leggera indoor si sono svolti a Liévin, in Francia, presso lo Stade Couvert Régional, dal 21 al 22 febbraio 1987.

## Nazioni partecipanti
Tra parentesi, il numero di atleti partecipanti per nazione.
- Austria (7)
- Belgio (13)
- Bulgaria (18)
- Cecoslovacchia (15)
- Cipro (1)
- Danimarca (1)
- Finlandia (11)
- Francia (41)
- Germania Est (16)

- Germania Ovest (38)
- Grecia (3)
- Italia (24)
- Jugoslavia (9)
- Norvegia (3)
- Paesi Bassi (12)
- Polonia (13)
- Portogallo (6)
- Regno Unito (25)

- Romania (3)
- San Marino (1)
- Spagna (22)
- Svezia (14)
- Svizzera (11)
- Turchia (2)
- Ungheria (7)
- Unione Sovietica (23)

## Risultati

### Uomini
| Specialità | Oro                | Prestazione | Argento              | Prestazione | Bronzo                         | Prestazione |
| Corse piane |                    |             |                      |             |                                |             |
| 60 metri | Marian Woronin     | 6"51        | Pierfrancesco Pavoni | 6"58        | František Ptáčník Antonio Ullo | 6"61        |
| 200 metri | Bruno Marie-Rose   | 20"36       | Vladimir Krylov      | 20"53       | John Regis                     | 20"54       |
| 400 metri | Todd Bennett       | 46"81       | Momčil Charizanov    | 46"89       | Paul Harmsworth                | 46"92       |
| 800 metri | Rob Druppers       | 1'48"12     | Vladimir Graudyn     | 1'49"14     | Ari Suhonen                    | 1'49"56     |
| 1.500 metri | Han Kulker         | 3'44"79     | Jens-Peter Herold    | 3'45"36     | Klaus-Peter Nabein             | 3'45"84     |
| 3.000 metri | José Luis González | 7'52"27     | Dieter Baumann       | 7'53"93     | Pascal Thiébaut                | 7'54"03     |
| Corse a ostacoli |                    |             |                      |             |                                |             |
| 60 metri ostacoli | Arto Bryggare      | 7"59        | Colin Jackson        | 7"63        | Nigel Walker                   | 7"65        |
| Corse su strada |                    |             |                      |             |                                |             |
| 5 km marcia | Jozef Pribilinec   | 19'08"44    | Ronald Weigel        | 19'08"93    | Roman Mrázek                   | 19'10"77    |
| Salti |                    |             |                      |             |                                |             |
| Salto in alto | Patrik Sjöberg     | 2,38 m      | Carlo Thränhardt     | 2,36 m      | Gennadij Avdeenko              | 2,36 m      |
| Salto con l'asta | Thierry Vigneron   | 5,85 m =    | Ferenc Salbert       | 5,85 m      | Marian Kolasa                  | 5,80 m      |
| Salto in lungo | Robert Ėmmijan     | 8,49 m      | Giovanni Evangelisti | 8,26 m      | Christian Thomas               | 8,12 m      |
| Salto triplo | Serge Hélan        | 17,15 m     | Hristo Markov        | 17,12 m     | Mykola Musijenko               | 17,00 m     |
| Lanci |                    |             |                      |             |                                |             |
| Getto del peso | Ulf Timmermann     | 22,19 m     | Werner Günthör       | 21,53 m     | Sergej Smirnov                 | 20,97 m     |
| record mondiale; record mondiale stagionale; record europeo; record europeo stagionale; record dei campionati; record nazionale; record personale; record personale stagionale. |                    |             |                      |             |                                |             |

### Donne
| Specialità | Oro                  | Prestazione | Argento           | Prestazione | Bronzo                           | Prestazione |
| Corse piane |                      |             |                   |             |                                  |             |
| 60 metri | Nelli Fiere-Cooman   | 7"01        | Anelia Nuneva     | 7"06        | Marlies Göhr                     | 7"12        |
| 200 metri | Kirsten Emmelmann    | 23"10       | Blanca Lacambra   | 23"19       | Marie-Christine Cazier           | 23"40       |
| 400 metri | Marija Pinigina      | 51"27       | Gisela Kinzel     | 52"29       | Cristina Pérez                   | 52"63       |
| 800 metri | Christine Wachtel    | 1'59"89     | Sigrun Wodars     | 2'00"59     | Ljubov' Kirjuchina               | 2'01"85     |
| 1.500 metri | Sandra Gasser        | 4'08"76     | Svetlana Kitova   | 4'09"01     | Ivana Walterová                  | 4'09"09     |
| 3.000 metri | Yvonne Murray        | 8'46"06     | Elly van Hulst    | 8'51"40     | Brigitte Kraus                   | 8'53"01     |
| Corse a ostacoli |                      |             |                   |             |                                  |             |
| 60 metri ostacoli | Jordanka Donkova     | 7"79        | Gloria Uibel      | 7"89        | Ginka Zagorčeva                  | 7"92        |
| Corse su strada |                      |             |                   |             |                                  |             |
| 3 km marcia | Natallja Dmitračėnka | 12'57"29    | Giuliana Salce    | 12'59"11    | Monica Gunnarsson                | 13'06"46    |
| Salti |                      |             |                   |             |                                  |             |
| Salto in alto | Stefka Kostadinova   | 1,97 m      | Tamara Bykova     | 1,94 m      | Susanne Beyer Elżbieta Trylińska | 1,91 m      |
| Salto in lungo | Heike Drechsler      | 7,12 m      | Galina Čistjakova | 6,89 m      | Elena Belevskaja                 | 6,76 m      |
| Lanci |                      |             |                   |             |                                  |             |
| Getto del peso | Natal'ja Achrimenko  | 20,84 m     | Heidi Krieger     | 20,02 m     | Heike Hartwig                    | 20,00 m     |
| record mondiale; record mondiale stagionale; record europeo; record europeo stagionale; record dei campionati; record nazionale; record personale; record personale stagionale. |                      |             |                   |             |                                  |             |

## Medagliere
Legenda
     Paese ospitante
| Posizione | Paese            | Oro | Argento | Bronzo | Totale |
| --------- | ---------------- | --- | ------- | ------ | ------ |
| 1         | Germania Est     | 4   | 5       | 4      | 13     |
| 1         | Unione Sovietica | 4   | 5       | 4      | 13     |
| 3         | Francia          | 3   | 1       | 2      | 6      |
| 4         | Paesi Bassi      | 3   | 1       | 0      | 4      |
| 5         | Bulgaria         | 2   | 3       | 1      | 6      |
| 6         | Regno Unito      | 2   | 1       | 2      | 5      |
| 7         | Spagna           | 1   | 1       | 1      | 3      |
| 8         | Svizzera         | 1   | 1       | 0      | 2      |
| 9         | Cecoslovacchia   | 1   | 0       | 3      | 4      |
| 10        | Polonia          | 1   | 0       | 2      | 3      |
| 11        | Finlandia        | 1   | 0       | 1      | 2      |
| 11        | Svezia           | 1   | 0       | 1      | 2      |
| 13        | Germania Ovest   | 0   | 3       | 3      | 6      |
| 14        | Italia           | 0   | 3       | 1      | 4      |
| Totale    | Totale           | 24  | 24      | 26     | 74     |